# Década de 1900
Século: Século XIX - Século XX - Século XXI
Décadas: 1870 1880 1890 - 1900 - 1910 1920 1930
Anos: 1900 1901 1902 1903 1904 1905 1906 1907 1908 1909

Conforme padronização da norma internacional para representação de data e hora da Organização Internacional de Padronização (ISO), a década de 1900, também referida como anos 1900, compreende o período de  1º de janeiro  de 1900 a 31 de dezembro de 1909.

## Visão geral
A década foi caracterizada por um dos primeiros saltos tecnológicos no campo dos transportes, com o desenvolvimento da aviação e do automóvel. Foi também marcada pelo surgimento das chamadas vanguardas artísticas europeias e da chamada arte moderna.
Durante a década de 1900 foi formada a Commonwealth, e o Japão passou a ser reconhecido como potência mundial, após a Guerra Russo-Japonesa.
Em Portugal, mais precisamente em 1908, ocorreram alguns movimentos revolucionários que mudaram o país, culminando no assassinato do Rei D. Carlos I e do Principe Real Luís Filipe no Regicídio de 1908, que contribuíram para a instituição da República, já na década seguinte.

## Desastres naturais
- Sismo de San Francisco de 1906.
- Epidemia de leptospirose.

## Desporto
- 1902 - Fundação do Fluminense Football Club.
- 1908 - Fundação do Clube Atlético Mineiro.

## Religião
- 1910 - Iniciada a primeira igreja pentecostalista do Brasil: Congregação Cristã no Brasil